# 올리브콜로부스속
올리브콜로부스속(Procolobus)은 붉은콜로부스 원숭이들과 올리브콜로부스 등을 포함하고 있는 영장류 속이다.

## 하위 종
- 서부붉은콜로부스 (Procolobus badius)
- 페넌트콜로부스 (Procolobus pennantii)
- 프로이스붉은콜로부스 (Procolobus preussi)
- 톨롱붉은콜로부스 (Procolobus tholloni)
- 중부아프리카붉은콜로부스 (Procolobus foai)
- 우간다붉은콜로부스 (Procolobus tephrosceles)
- 우중와붉은콜로부스 (Procolobus gordonorum)
- 잔지바르붉은콜로부스 (Procolobus kirkii)
- 타나강붉은콜로부스 (Procolobus rufomitratus)
- 나이저삼각주붉은콜로부스 (Procolobus epieni)
- 올리브콜로부스 (Procolobus verus)